# Paranoia (Band)
Paranoia war eine Punkband aus Dresden, die von 1982 bis 1985 aktiv war.

## Bandgeschichte
Paranoia gründete sich 1982 in Dresden aus der Gruppe Rotzjungen. Die Gruppe stand schnell im Mittelpunkt der kleinen Punk-Szene in Dresden und spielte im gesamten Staatsgebiet der DDR Konzerte, unter anderem in der Erlöserkirche in Ost-Berlin, Karl-Marx-Stadt und Leipzig. 1983 fand ein Auftritt in Budapest statt. Über Punk-Fanzines und Briefkontakte pflegte die Gruppe Kontakt zur westlichen Punkszene. 
Im Dezember 1984 entstand die Kassette Here We Are for Everyone Who Needs a Kultband. Eine Freundin aus Bremen verbreitete das Demo in ihrer Stadt. Ein Exemplar gelangte auch zu Weird System Records, diese lehnten jedoch auf Grund der Tonqualität ab, das 60-minütige Tape zu vertreiben. Es entstanden noch weitere Demos und Livemitschnitte, die per Tapetrading in der DDR-Szene verbreitet wurden.
Ab 1984 wurden gegen die Bandmitglieder regelmäßig Ordnungsstrafen wegen Auftretens ohne Spielerlaubnis verhängt. Auch das Ministerium für Staatssicherheit ermittelte gegen die Gruppe. Paranoia wurde nahegelegt, sich um eine offizielle Einstufung zu bemühen, doch dies lehnten die Mitglieder der Gruppe aus ideologischen Gründen ab. Sascha Anderson vermittelte der Gruppe einen Proberaum und Auftrittsmöglichkeiten. Bis Mitte 1985 spielte Paranoia noch einige Konzerte, danach löste sich die Gruppe auf. Dies beruhte auf neuen Entwicklungen der Punkszene, die sich immer mehr auseinander differenzierte, der ständigen Verfolgung durch die Staatsmacht und neuen musikalischen Projekten der Mitglieder.
Im Oktober 1985 wurde Jörg Löffler („Sonic Paranoia“) wegen „ungesetzlicher Verbindungsaufnahme“ mit dem Westen verhaftet und verbrachte vier Monate in Untersuchungshaft. Die Staatssicherheit warf ihm vor, dass er in zahlreichen Briefen und Fanzines der „DDR in schwerem Maße geschädigt“ habe. Er wurde schließlich zu drei Jahren auf Bewährung verurteilt. Auch „Fleck“ wurde wegen ähnlicher Delikte verurteilt. Eine Ausreise in den Westen, die ihnen von der Stasi angeboten wurde, lehnten beide ab.
1993 erschien die Extended Play Goodbye Annaki auf dem Punklabel Nasty Vinyl. 2007 hatte Paranoia im Rahmen der Ausstellung ostPUNK – Too Much Future einen einmaligen Reunionsauftritt. Im gleichen Jahr erschien die CD 1984, die einige Lieder aus dem Jahr 1984 versammelt.

## Weitere Projekte der Bandmitglieder
Noch zu Paranoia-Zeiten gründete Jörg Löffler das Projekt Letzte Diagnose, eine Deutschpunk-Band mit absurden Texten. Fleck Bergmann und Löffler gründeten anschließend die Skinhead-Band Cheruskerfront, die jedoch nur wenige Monate bestand. Zu dieser Zeit hatten sich Skinhead- und Punkszene bereits getrennt und waren unvereinbar geworden. Jörg Löffler gründete schließlich 1985 zusammen mit Jänz Blitzkrieg (Suizid), Kannä und Donald Kaltfront, die tatsächlich eine staatliche Einstufung erhielten. Olaf Wiedemann veröffentlichte 1985 noch eine Solokassette mit russischer Folklore, reiste 1986 in den Westen aus und gründete dort die Gruppe Apparatschik.

## Diskografie (Auswahl)
Offizielle Veröffentlichungen
- 1985: Here We Are for Everyone Who Needs a Kultband (Kassette, Neuauflage 1988 als Paranoia)

Spätere Veröffentlichungen
- 1993: Goodbye Annaki (EP auf Nasty Vinyl)
- 2007: 1984 (CD-Wiederveröffentlichung diverser Lieder auf Major Label)